# Wadsworth (Nevada)
Wadsworth è un census-designated place (CDP) degli Stati Uniti, situato nella Contea di Washoe nello stato del Nevada. Nel censimento del 2000 la popolazione era di 881 abitanti. Appartiene all'area metropolitana di Reno-Sparks.

## Geografia fisica
Secondo i rilevamenti dell'United States Census Bureau, la località di Wadsworth si estende su una superficie di 9,6 km², tutti occupati da terre.

## Popolazione
Secondo il censimento del 2000, a Wadsworth vivevano 881 persone, ed erano presenti 225 gruppi familiari. La densità di popolazione era di 92 ab./km². Nel territorio comunale si trovavano 360 unità edificate. Per quanto riguarda la composizione etnica degli abitanti, il 28,94% era bianco, lo 0,11% era afroamericano, il 64,81% era nativo e lo 0,23% era asiatico. Il 3,75% della popolazione apparteneva ad altre razze e il 2,16% a più di una. La popolazione di ogni razza ispanica corrispondeva al 12,03% degli abitanti.
Per quanto riguarda la suddivisione della popolazione in fasce d'età, il 31,3% era al di sotto dei 18, il 10,1% fra i 18 e i 24, il 29,1% fra i 25 e i 44, il 19,8% fra i 45 e i 64, mentre infine il 9,8% era al di sopra dei 65 anni di età. L'età media della popolazione era di 31 anni. Per ogni 100 donne residenti vivevano 93,6 maschi.